# 笑林小子2：新乌龙院
，是长宏影视于1994年7月21日发行的电影。

## 演員表
| 角色       | 演員         |
| 小文       | 郝邵文       |
| 小龍       | 釋小龍       |
| 大師兄     | 吳孟達       |
| 小紅       | 葉全真       |
| 長眉大師   | 李名煬       |
| 黄檸檬     | 張衛健       |
| 紅檸檬     | 苑瓊丹       |
| 魔女/天魔  | 楊紫瓊       |
| 白衣殺手   | 元華、麥鶴頓 |
| 面壁大師   | 鄭少秋       |
| 古裝劇導演 | 許效舜       |
| 信徒       | 顧寶明       |
| 女學生     | 林小樓       |
| 古裝劇演員 | 乾德門       |

## 职员表
- 出品人：吳敦
- 导演与编剧：朱延平
- 副导演：杜福平
- 监制：许佩容
- 制片：张小萍
- 灯光：蔡三喆
- 摄影：陈荣树
- 剪辑：陳博文
- 美术：张代
- 制片经理：李景煊
- 武术指导：马玉成
- 编辑：焦雄健